# 24/24
『24/24』是日本創作歌手・川嶋愛在2010年5月26日發售的首張第五張非迷你專輯。

## 解説
距前作『Simple Treasure』約一年後發售的原創專輯。
初回盤附有收錄了從2009年8月26日舉辦的『つばさ祭』的演唱會影像中截取出來的三首歌曲的特典DVD。

## 收錄曲
※全部的作詞・作曲皆為川嶋愛

### 通常盤
1. 方舟（ハコブネ）
編曲：長澤孝志
2. WHITE
編曲：鈴木Daichi秀行
3. Color
編曲：長澤孝志
4. 春之夢（春の夢）
編曲：宗本康兵
出自第19張單曲。
TBS電視台『がっちりマンデー!!』2010年4 - 6月度片尾曲。
5. 絆創膏（ばんそーこ）
編曲：Kosuke Oba
6. 恭喜（おめでとう）
編曲：長澤孝志
7. 最喜歡你了（大好きだよ）
編曲：長澤孝志
出自第18張單曲。
8. I got you
編曲：長澤孝志
9. 博多純戀歌
編曲：長澤孝志
東京都會電視台『STRONG!ホークス野球中継』片尾曲。
歌詞以博多方言創作。
10. 齒輪（歯車）
編曲：長澤孝志
朝日電視台『北野武的TV擒抱』2010年4 - 6月度片尾曲。
11. Eggheart
編曲：宗本康兵
12. Day by day
編曲：Kosuke Oba
西日本放送『女子アナの深夜はおまかせ!』片尾曲。
13. 櫻花（さくら）
編曲：鈴木Daichi秀行

### 初回限定盤

#### CD
- 和通常盤相同。

#### DVD
1. 打上花火
2. 沒問題的唷（大丈夫だよ）
3. 天藍色的相簿（空色のアルバム）